# 美国捷特航空
美国捷特航空（USA Jet Airlines）是一家美国的货运航空公司，总部设在密西根威洛鲁恩机场和范布倫鎮區。美国捷特航空运营按需包机航线。

## 歷史
美国捷特航空是上升全球物流（Ascent Global Logistics，前身為Active Aero Group）的旗下一個部門。2012年，美国捷特航空的MD-83飛機運輸美國總統參選人米特·羅姆尼和保羅·萊恩往各州進行拉票活動。2013年8月，美国捷特航空成為首家航空公司使用MD-83客機改裝貨機的航空公司。

## 機隊
截至2018年8月，美国捷特航空的機隊如下：